# SV Лисички
SV Лисички — звезда в северном созвездии Лисички. Из измерений параллакса, полученных во время миссии Gaia известно, что звезда удалена примерно на 8700 св. лет (2700 пк) от Земли. Звезда наблюдается севернее 63° ю. ш., то есть видна практически на всей территории обитаемой Земли, за исключением приполярных областей Антарктиды. По небосводу звезда движется на юго-запад, проходя по небесной сфере 6,2 mas в год.
SV Лисички — переменная звезда — классическая цефеида, видимая звёздная величина которой колеблется в пределах от 6,72m до 7,79m в течение 45,0121 дня. Кривая блеска сильно асимметрична: подъём от минимума до максимума занимает менее трети времени спада от максимума к минимуму. Период сокращается в среднем на 214 секунд в год. Звезда, согласно шкале Бортля, будет видна невооружённым глазом на деревенское небе (англ. Rural sky) в максимуме светимости и на идеально-тёмном небе (англ. Excellent dark-sky site) в минимуме светимости.

## Свойства SV Лисички
SV Лисички —это желтый яркий сверхгигант, который примерно в двадцать тысяч раз ярче Солнца, со спектральным классом, который варьируется от F3 до K0. В ядре звезды уже давно прекратились ядерные реакции и сейчас в нём накапливается железо. Звезда пульсирует, а её температура колеблется от 4861 K до 6110 K. Светимость звезды, равна  19 800 {\displaystyle L_{\bigodot }}. Миссия Gaia, даёт несколько меньшее значение равное 16 090,06 ± 2107,57.
В связи с большой важностью цефеид для астрономии её радиус измерялся непосредственно много раз, и первая такая попытка была сделана в 1948 году. Данные об этом измерении приведены в таблице:
| Год  | m           | Спектр                | D (mas)               | Rабс ({\displaystyle R_{\bigodot }}) | Комм.  |
| 1948 | 6.73        | F7IAB-K0IAB           | —                     | 200                                  | [ 15 ] |
| 1968 | 6.73        | G2.1                  | —                     | 280                                  | [ 16 ] |
| 1948 | 6.73        | F7IAB-K0IAB           | —                     | 160                                  | [ 17 ] |
| 1971 | 6.73        | F7IAB-K0IAB           | 0,00085               | —                                    | [ 18 ] |
| 1972 | 6.73        | F7IAB-K0IAB           | —                     | 120                                  | [ 19 ] |
| 1975 | 6.74        | F7IA-K0IAB            | —                     | 200                                  | [ 20 ] |
| 1977 | 6.73        | F7IAB-K0IAB           | —                     | 150                                  | [ 21 ] |
| 1979 | 6.74        | F7IA-K0IAB            | —                     | 160                                  | [ 22 ] |
| 1981 | 6.74        | F7IA-K0IAB            | —                     | 200                                  | [ 23 ] |
| 1981 | 6.74        | F7IA-K0IAB            | —                     | 170                                  | [ 24 ] |
| 1984 | 6.74        | F7IA-K0IAB            | —                     | 170                                  | [ 25 ] |
| 1984 | 6.74        | F7IAB-K0IAB           | —                     | 190                                  | [ 26 ] |
| 1987 | 6.73        | G2.5IAB               | —                     | 200                                  | [ 27 ] |
| 1994 | 6.73        | G2.5IAB               | —                     | 220                                  | [ 28 ] |
| 1994 | 6.73        | G2.5IAB               | —                     | 210                                  | [ 29 ] |
| 1995 | 6.73        | G2.5IAB               | —                     | 180                                  | [ 30 ] |
| 1997 | 6.73        | G2.5:IAB              | —                     | 190                                  | [ 31 ] |
| 1997 | 6.73        | G2.5:IAB              | —                     | 160                                  | [ 32 ] |
| 2018 | 6,87 ± 0,02 | измерение миссии Gaia | измерение миссии Gaia | 265,98+16,63 −21,72                  | [ 1 ]  |

Максимальный радиус звезды в настоящее время оценивается в 216,5 {\displaystyle R_{\bigodot }} и он изменяется от 188 {\displaystyle R_{\bigodot }} до 238 {\displaystyle R_{\bigodot }}, во время пульсации звезды. 
Масса SV Лисички сейчас составляет около 15 {\displaystyle M_{\bigodot }} и, по оценкам, она составляла около 17 {\displaystyle M_{\bigodot }}, когда звезда находилась на главной последовательности. Скорость изменения периода и содержания элементов в атмосфере показывает, что звезда пересекает полосу неустойчивости во второй раз в своей жизни. Первое пересечение полосы нестабильности происходит быстро при переходе от главной последовательности к превращению в красный сверхгигант. Второе пересечение происходит во время горения гелия в ядре, когда звезда переходит к стадии голубой петли, нагреваясь на некоторое время, прежде чем вернуться в стадию красного сверхгиганта.
SV Лисички имеет металличность практически солнечную и равную 0,05, то есть 112% от солнечного значения, что позволяет предположить, что звезда «пришла» из других областей Галактики, где было столько же металлов, и рождено в молекулярном облаке благодаря такому же плотному звёздному населению и такому же количеству сверхновых звёзд. 
У звезды известна поверхностная гравитация, чьё значение меняемся с периодом пульсаций   — от 0,50 СГС или 3,16 см/с2, что составляет 0,01% от солнечного значения (274,0 м/с2) до 1,60 СГС или 39,81 см/с2. 
Возраст звезды SV Лисички напрямую не определён, однако известно, что звёзды с массой около17 {\displaystyle M_{\bigodot }} живут на главной последовательности порядка 3,6 млн. лет, а так как  SV Лисички уже сошла с главной последовательности, то эта цифра и будет примерным возрастом зведы. Таким образом, уже скоро, через несколько сотен тысяч лет, звезда, взорвётся, скорее всего, как сверхновая типа II, а её ядро, скорее всего, сколлапсирует в нейтронную звезду. 

### Комментарии
1. ↑  Расстояние рассчитано по приведённому значению параллакса